# (31095) Buneiou
(31095) Buneiou est un astéroïde de la ceinture principale.

## Description
(31095) Buneiou est un astéroïde de la ceinture principale. Il fut découvert le 27 février 1997 à Chichibu par Naoto Satō. Il présente une orbite caractérisée par un demi-grand axe de 3,02 UA, une excentricité de 0,08 et une inclinaison de 9,7° par rapport à l'écliptique.

## Compléments